# First Choice Airways
A First Choice Airways a First Choice plc. brit idegenforgalmi társaság manchesteri angol cég charter légitársasága. 14 brit és ír légikikötőből a világ 60 helyszínére közlekedtet járatokat. Forgalmának 70%-át anyavállalatának utazásai teszik ki. Ez az arány a nyári szezonban 85%-ra is emelkedhet. A maradék részesedésen 120 társaság osztozik. Egész évben vannak járatai Ciprusra és a népszerű spanyol üdülőhelyekre. Főbb repülőterei Manchesterben és Londonban vannak. Nagy távolságú járataira jegyet csak a vállalatcsoport tagjainak, így a First Choice Holidaysnek, az Eclipse Directnek, a Hayes and Jarvisnek és az Unijetnek ad el. Exkluzív Föld körüli utazást a TCS megbízásából bonyolít le.
A társaságnak olyan engedélye van a brit légi közlekedési hatóságtól, mely szerint utasokat, leveleket és árut is szállíthat, akár több mint 29 ülőhellyel.

## A társaság története
A társaság air2000 néven 1987. április 11-én kezdett el repülni 2 Boeing 757-tel Manchester és Málaga között. Egy évvel később a flotta megduplázódott, ettől kezdve egy repülő Glasgowban székel. Ugyanebben az évben létrehozták a cég kanadai leányvállalatát Air 2000 Airline Ltd néven. Csak pár napja működött, mikor a kormány visszavonta az engedélyét. Az ezt követő kísérlet, a Canada 3000 már sikeresebb volt.
A nagy távolságú repülés első úti célja a kenyai Mombasa volt az 1988/89-es szezonban. Bővítették a gépparkot, s járatokat indítottak a tengeren túlra.
1992-ben engedélyért folyamodott a brit légiirányítási központhoz, hogy gépeket üzemeltethessen Paphos és London között. Az engedélyt 1993-ban kapta meg.
A terjeszkedésre további lehetőséget nyitott az újonnan megnyíló dublini csomópont, ami 1996-tól nemzetközi központ is.
Ez a társaság használta először az országban a Boeing 777-es belső elrendezését egy Boeing 767-es járaton. Ezekkel együtt a 2004-es 2 Boeingből 2007 elejére hét járatból álló flottával dolgozik.

## Úticélok

### Rövid távú
- Ausztria – Innsbruck, Salzburg
- Bulgária – Burgas, Varna
- Ciprus – Larnaca, Paphos
- Egyiptom – Luxor, Sarm es-Sejk, Taba
- Finnország – Kittila, Rovaniemi
- Franciaország – Grenoble, Toulouse
- Gambia – Banjul
- Görögország – Chania, Korfu, Heraklion, Kalamata, Kefallonia, Kos, Mytilini, Preveza, Rhodes, Santorini, Skiathos, Thessalonika, Zakynthos
- Málta – Malta
- Marokkó – Agadir
- Olaszország – Bergamo, Naples, Turin, Verona
- Portugália – Faro, Funchal
- Szlovénia – Ljubljana
- Spanyolország – Alicante, Almería, Arrecife, Fuerteventura, Ibiza, Las Palmas, Mahón, Málaga, Palma de Mallorca, – Reus, Tenerife South
- Svájc – Genf
- Törökország – Antalya, Bodrum, Dalaman, İzmir
- Tunézia – Monastir

### Világszerte
- Antigua és Barbuda – Antigua
- Aruba – Aruba
- Bahama-szigetek – Nassau
- Barbados – Bridgetown
- Brazília – São Salvador
- Costa Rica – Liberia
- Dominikai Köztársaság – Puerto Plata, Punta Cana, Samana^
- India – Goa, Trivandrum
- Jamaica – Montego Bay
- Kenya – Mombasa
- Kuba – Cayo Coco, Holguin, Varadero
- Maldív-szigetek – Male
- Mexikó – Cancun, Cozumel, Huatulco, Puerto Vallarta
- Saint Lucia – Vieux Fort
- Srí Lanka – Colombo
- USA – Orlando Sanford
- Venezuela – Porlamar

## Flottája
2006 novemberében a First Choice Airways flottájának összetétele:
- 6 Airbus A320-200
- 4 Airbus A321-200
- 17 Boeing 757-200
- 5 Boeing 767-300ER
- 1 Boeing 767-300ER

### Megrendelt gépek
- 8 Boeing 787-8 (szállítás 2009 és 2011 között)